# Trijueque
Trijueque es un municipio y localidad española de la provincia de Guadalajara, en la comunidad autónoma de Castilla-La Mancha. El término municipal tiene una población de 1626 habitantes (INE 2024), repartidos en el núcleo homónimo y las urbanizaciones Mirador del Cid y la Beltraneja.

## Geografía
El término municipal de Trijueque, que ocupa una extensión de 35,63 km², se encuentra enclavado al oeste de la comarca de la Alcarria, al borde de la planicie que desciende abruptamente hacia el valle del Badiel, por lo que se le conoce también como el Balcón de la Alcarria. Desde el Pico de la Paloma se divisan dieciséis pueblos del valle del Henares y sierras del sistema central. Pertenece al partido judicial de Guadalajara y a la diócesis católica de Sigüenza-Guadalajara. 

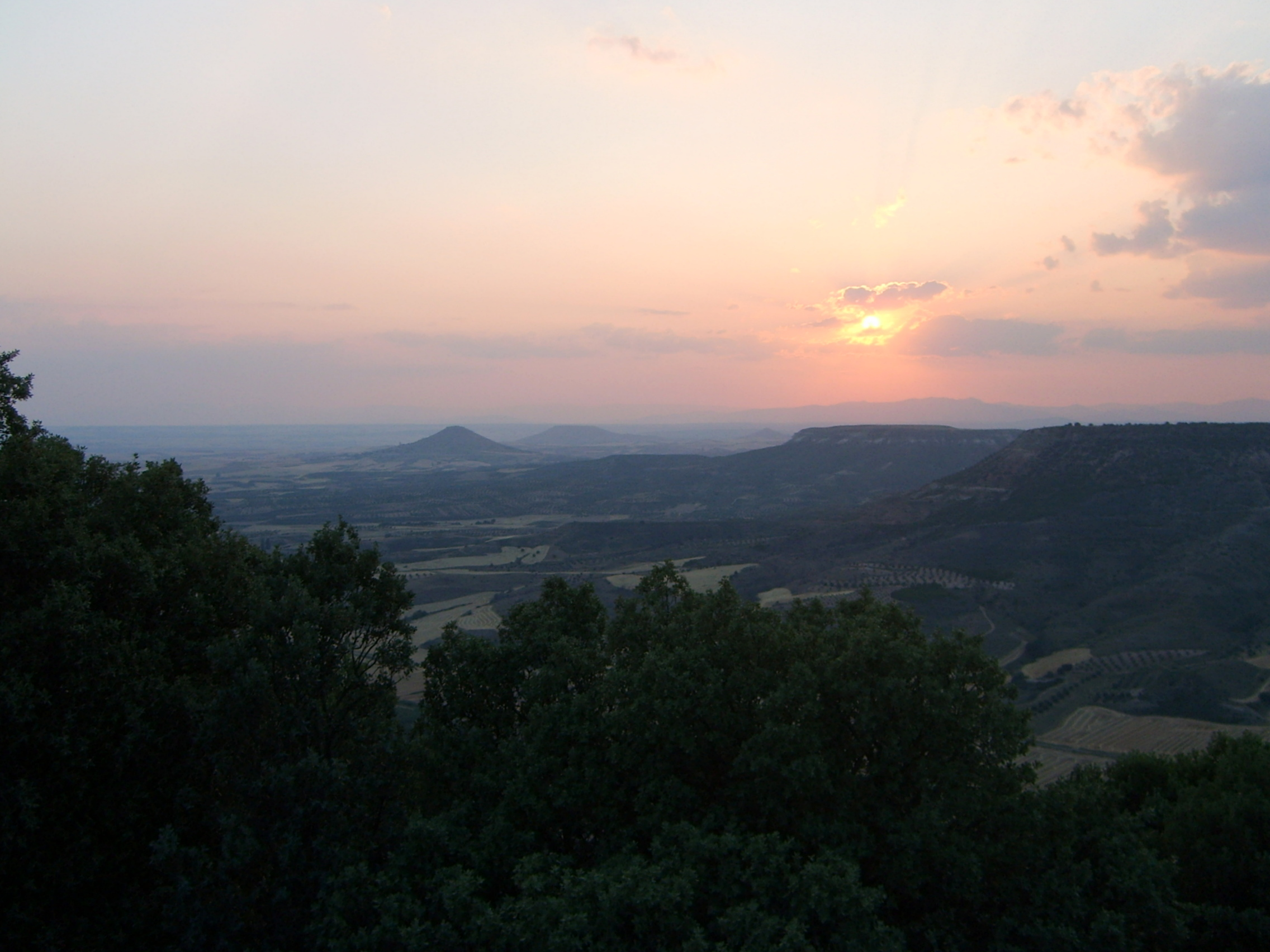
El valle del río Badiel desde Trijueque.

El cultivo mayoritario de su territorio es de secano, principalmente cereal y olivar. Su clima es el continental propio de la provincia, con inviernos secos y fríos, y veranos calurosos. 
Su población es de 1256 habitantes, según el censo publicado por el INE en 2015, lo que supone casi triplicar los 465 habitantes recogidos en el padrón municipal de 2000.
La capital del municipio, del mismo nombre, se encuentra situada el kilómetro 78 de la carretera A-2, antiguo camino real de Madrid a Zaragoza, en las coordenadas latitud 40º46´40´´ norte y longitud 2º59´40´´ oeste y está a una altitud de 998,9 m sobre el nivel del mar. Dista 22 km de la capital de la provincia y 78 km de Madrid. En las últimas décadas se han levantado en sus alrededores las urbanizaciones de La Beltraneja y Mirador del Cid.

## Historia
La mayoría de historiadores consideran que Trijueque es una fundación árabe. Cierta tradición la hacía fundada en época anterior al nacimiento de Cristo, como recoge las relaciones topográficas de Felipe II en las que se afirma «que el dicho pueblo es antiguo, porque hay escrituras antiguas, desde antes del advenimiento de Cristo, y al parecer es fundado de antigüedad por la dicha razón».
Como justificó Fidel Hita al analizar la carta dotal hebrea del siglo XV encontrada por casualidad en 1563, el error proviene de la incorrecta interpretación de los documentos judíos que en la época se conservaban en Trijueque. La citada Carta Dotal comienza así: «En el quinto día de la semana, tres días del mes de octubre, año de cinco mil y cincuenta y treinta y cuatro de la Creación del mundo, aquí en el lugar de Trijueque, aldea de Toledo, es á saber como Rabí Joseph, este novio, hijo de Rabí Abraham (su fin sea para bien), que es médico, dio á Limpha hija de Senté ófi (su gloria sea en el paraíso), [dicíéndole: tomo á ti] por mujer según la ley de Moisén y de Israel». Como afirma Hita, «en la calenda del Martirologio romano que se lee en la víspera de Navidad, se dice que Cristo nació en el año 5199 de la Creación del mundo», dato erróneo, pero que llevó a interpretar mal los documentos judíos, ya que la fecha correcta para la Carta Dotal analizada por este autor sería la de 1473 del calendario cristiano. En todo caso, esta polémica sirve para ilustrar la existencia de una aljama hebrea en Trijueque, en sintonía con las existentes en otras localidades de la comarca, como Hita.
Tras la conquista cristiana de la comarca en el siglo XI por parte del rey Alfonso VI, pasó a pertenecer al Común de Villa y Tierra de Hita, hasta que en el siglo XIV, dentro de las disputas nobiliarias que sufrió el reino, pasó a poder de Íñigo López de Orozco, antepasado del marqués de Santillana con quien incluido ya en el siglo XV en el mayorazgo de los Mendoza alcarreños, situación que se mantuvo hasta la desaparición de los señoríos en el siglo XIX.
Pero a pesar de estar incluido bajo el señorío de los Mendoza, fue declarada villa por el rey Fernando V en 1503, más conocido como el católico, esposo de Isabel I de Castilla, lo que le permitió cierta autonomía frente al poder señorial, especialmente en lo jurisdiccional.
Esta vinculación con la familia de los Mendoza alcarreños, cobró especial significancia en la segunda mitad del siglo XV, cuando Íñigo López de Mendoza, primer conde de Tendilla, trasladó, de la villa de Buitrago del Lozoya a Trijueque, a la infanta Juana, más conocida como la Beltraneja, hija de Enrique IV, de la cual era tutor. Esta situación duró hasta que en 1468 saldría de la localidad para acudir a Toro para la celebración de la Concordia.
A mediados del siglo XIX, el lugar contaba con una población censada de 616 habitantes. La localidad aparece descrita en el decimoquinto volumen del Diccionario geográfico-estadístico-histórico de España y sus posesiones de Ultramar de Pascual Madoz de la siguiente manera:

TRIJUEQUE: v. con ayunt. en la prov. de Guadalajara (4 leg.), part. jud. de Brihuega (2), aud. terr. y c. g. de Madrid (14), dióo. de Toledo (26). sit. en llano en posicion elevada, con buena ventilacion y saludable clima; tiene 165 casas; la consistorial, sólido y hermoso edificio, en el que esta la cárcel; escuela elemental de instruccion primaria, frecuentada por 75 alumnos, dotada con 4,000 rs.; dos fuentes de abundantes y buenas aguas; una igl, parr. (la Asuncion de Ntra.Sra.) servida por un cura y un sacristan. térm.: confina con los de Hita, Valdearenas, Muduex, Rebollosa, Torija y Fuentes; dentro de él se encuentran dos fuentes tambien de buena clase, y las ermitas de Ntra. Sra. de la Fuente y la Soledad: el terreno es de buena calidad y productivo; comprende un monte poblado de encina y roble. caminos: los locales y la carretera general de Madrid á Barcelona, en la que hay un buen parador. correo, se recibe y despacha en la estafeta de Torija: prod.: trigo, cebada, centeno, avena, aceite, patatas, judías, lentejas y otras legumbres, leñas de combustible y buenos pastos, con los que se mantiene ganado lanar y muletas de cria: abunda la caza mayor y menor. ind.: la agrícola, 2 molinos aceiteros y la recriacion de ganados, principalmente el mular; algunos vec. se dedican á la arrieria. pobl.: 154 vec., 616 alm. cap. prod. 2.983,750 rs. imp.: 238,700. contr.: 22,730.
(Madoz, 1849, p. 157)

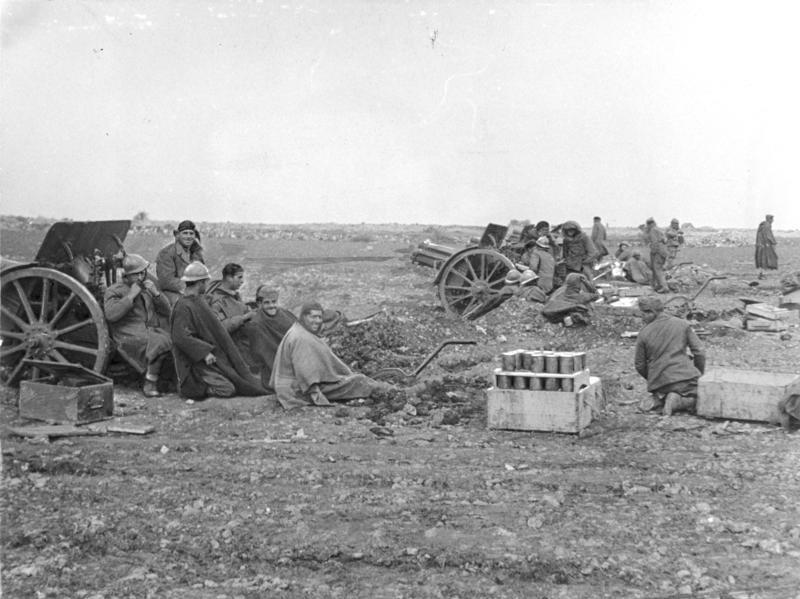
El frente de Trijueque durante la guerra civil.

Durante la batalla de Guadalajara que se libró en la Guerra Civil del 8 al 18 de marzo de 1937, Trijueque quedó en medio del frente, siendo ocupadas primero por las tropas italianas de la CTV el 11 de marzo y retirándose la noche del 13 de marzo ante el avance de las tropas republicanas de la Brigada Thaelmann y la 1ª Brigada de Asalto de El Campesino. Los daños producidos fueron muy importantes no solo en vidas de la población civil sino también en sus edificios, quedando prácticamente destruido, entre otros edificios públicos y privados, el Ayuntamiento y la iglesia parroquial de Nuestra Señora.
Su escudo de armas municipal, aprobado por Orden de 18 de noviembre de 1998 de la Consejería de Administraciones Públicas de la Junta de Comunidades de Castilla-La Mancha es el siguiente: "Escudo español, medio y cortado en la mitad superior. Cuartel diestro (superior): en campo de sinople, una banda de gules, perfilada de oro. Cuartel siniestro (superior): en campo de oro, un árbol de sinople sobre ondas de agua de azul y plata. Parte inferior: en campo de gules, una muralla. Al timbre, la corona real cerrada."
En 2002, la localidad fue noticia a nivel nacional por la triste desaparición de Dónovan Párraga, hijo de una familia residente en la urbanización La Beltraneja, y su posterior localización en un pozo de aguas fecales de la zona once meses después. A pesar de las conclusiones forenses de que se trató de un accidente, la Audiencia de Guadalajara decidió reabrir el caso en 2003 a petición de los padres del niño.

## Demografía
Trijueque cuenta con una población de 1626 habitantes (INE 2024).
| Gráfica de evolución demográfica de Trijueque entre 1842 y 2021                                                     |
| |
| Población de derecho según los censos de población del INE Población de hecho según los censos de población del INE |

## Monumentos
- De la cerca con la que los Mendoza fortificaron la localidad apenas quedan restos visibles, solamente tres torreones, dos de ellos junto a la cuesta que desciende hacia Rebollosa de Hita y Valdearenas y el otro situado entre los actuales edificios del pueblo. Y de la ciudadela levantada por orden de la misma familiar, no queda absolutamente nada.[6]

- La iglesia parroquial, bajo la advocación de la Asunción de Nuestra Señora,[3] se encuentra desde 1964 abandonada y en ruinas,[7] aunque aún permanece en pie gran parte de su fábrica exterior. Fue fundada por fray Miguel López de la Serna, obispo de Canarias, y la dotó su hermano, el arcediano de La Palma. Ocupa parte de la antigua ciudadela donde los Mendoza levantaron su casa palacio. Se trataba de una iglesia de tres naves de diferentes alturas, que a pesar de ello algunos autores han querido ver relaciones con las iglesias de planta de salón que fueron muy frecuentes en la comarca a lo largo del siglo XVI. Muestra en su fachada elementos platerescos, como su portada, con hornacina superior con medias columnas dóricas, cartelas y arabescos, habiendo sido su cubierta de bóvedas nervadas y gallonadas. Según algunos autores que describieron su interior, cuando aún estaba en servicio, «el altar mayor no llama la atención por su actura y solo la efigie de la Asunción es de buen cincel». Posee se decía «un altar interesante que es el de San Antonio por sus pinturas ricas en colorido y factura. Hay en ella dos efigies de buena factura: una es la de la Concepción terminada en 1653 y otra la del Cristo de la Misericordia, colocada en su capilla en 1616».[6] El sepulcro de su fundador, el obispo de Canarias, estaba en la capilla de San Juan Bautista, que lucía una lauda sepulcral en alabastro,[8] y que hoy se encuentra en el Museo Diocesano de Sigüenza (Guadalajara).[9]

- El ayuntamiento es un edificio construido en 1560 para albergar al Concejo tras su conversión en villazgo por Felipe el católico.[cita requerida] Está situado en la Plaza Mayor, con casas porticadas, y en su fachada luce los escudos de los Mendoza y de España, tallados en piedra. En 1937, durante la ocupación la batalla de Guadalajara el edificio fue totalmente destruido, siendo restaurado durante la posguerra. En la misma plaza se conserva el Real Parador de Carruajes, del siglo XVIII, lugar en el que se ambientaba la comedia Una noche en Trijueque arreglada del francés por Calixto Boldúm y Conde[10] y representada por primera vez en el Teatro de la Cruz, de Madrid, en septiembre de 1853.

- También se encuentran en Trijueque la Cruz de Lata, la ermita de la Soledad, y algunas fuentes, como la de San Isidro, Placetuela, y Toreros.

## Cultura

### Fiestas
Trijueque alberga dos festejos a lo largo del año. El primer festejo se produce en 11 de junio, festividad de San Bernabé, patrón de esta localidad. El segundo festejo se produce la semana del 14 de septiembre en honor del Santísimo Cristo de la Misericordia, este segundo festejo suele ser el más importante de los que se producen en todo el año ya que por estas fechas se producen encierros por el campo, verbenas populares, espectáculos taurinos y demás espectáculos todos ellos de gran interés.

### Leyenda de San Bernabé
Cuenta que gracias a esta leyenda San Bernabé se convirtió en el patrón de esta localidad. La leyenda dice que en una de las época de cosecha el pueblo de Trijueque estuvo amenazado por una plaga de langostas que pretendían acabar con las cosechas de todo el pueblo. Un 11 de junio la gente sacó en procesión a San Bernabé y mientras la gente recorría los campos con el santo en procesión la plaga de langostas desapareció.

### "La peseta y el duro"
Esta tradición se viene celebrando desde tiempos muy antiguos y hoy en día todavía se sigue manteniendo. Antiguamente la peseta solo era celebrada por los mozos solteros del pueblo pero desde hace veinte años también se celebra por parte de las mujeres solteras. Esta celebración se hacía cuando los mozos del pueblo salían de la escuela, la cual, finalizaba a la edad de catorce años. En el año de cumplir los catorce años los mozos alquilaban un salón en el pueblo, contrataban una banda de música e invitaban a los demás vecinos del pueblo a un tentempié. También hay que decir que del dinero que se aportaba parte del mismo era utilizado por los mozos para pagar las fiesta del Santísimo Cristo de la Misericordia.
Hoy en día en "el pago de la peseta", los chicos que tienen que "pagar la peseta" tienen que hacer una serie de pruebas: beber vino, alcohol, cantar, decir trabalenguas, contar chistes y salir a la calle con unos bidones y huevos para perseguir por todo el pueblo a las mozas. El lugar de celebración de esta tradición suele ser en un garaje o comúnmente un local llamado cochera donde se reúnen los mozos solteros que ya hayan hecho esta celebración y los mozos que ese año tengan que hacerla. solo puede haber chicos y éstos tienen que ser solteros.
Para las chicas esta celebración se llama "El Duro", la celebración es como la de los mozos, pero en este caso las chicas no tienen que llevar bidones. Sobre las 12 de la media noche del día 12 de septiembre el grupo de chicas que ya hayan hecho esta celebración van a todas las casas de las chicas que ese año quieran hacer esta tradición. Quienes ese año "paguen el duro" tiene que esperar en la puerta de su casa disfrazada con el disfraz que le hayan dicho el grupo de mozas que ya lo hayan pagado. Una vez que hayan salido se cantan una serie de canciones y se hace correr a la(s) moza (s) que ese año "pague(n) el duro" con todas las mozas que ese año les toque "pagar el duro". 
Una vez reunidas a todas las mozas se reúnen todas en un local llamado comúnmente "cochera" diferente al de los mozos donde también se les hacen pruebas como tirar harina y huevos en la cabeza, bailar, decir trabalenguas, etc.
Una vez que se haya terminado con las pruebas, los chicos y las chicas se reúnen en la plaza del pueblo. Los mozos empiezan a perseguir a las chicas por todo el pueblo haciendo rodar los bidones que llevan consigo.
Si un chico o chica no quiere celebrar "el duro" o "la peseta" a esa persona se le llama "manso" o "mansa" (palabra despectiva); en cambio si el chico o la chica hace esta tradición se convierte en "mozo de mierda" hasta el año siguiente en el que se convierta en mozo o moza del pueblo y el título de "mozo de mierda" pase a los chicos o chicas que ese año lo celebren.

## Personas notables
- Fray Miguel López de la Serna. Franciscano, obispo de Canarias.
- María Felipe y Pajares. Profesora y pedagoga.
- Dónovan Párraga Martínez. Menor de edad desaparecido en 2002 en la urbanización La Beltraneja y hallado posteriormente muerto en el interior de una depuradora de la misma urbanización, tras un año de búsqueda infructuosa.